# Atypie (Medizin)
Eine Atypie beschreibt in der Medizin ein Abweichen von der Norm, im engeren Sinne ein Abweichen von der Norm von Zellen oder Geweben (Zellatypie bzw. Gewebsatypie).

## Merkmale einer Zellatypie
- Polymorphismus der Zellen und Zellkerne
- Unterschiedliche Größe der Zellkerne (Anisonukleose)
- Kernhyperchromasie
- Vergrößerung der Nukleolen
- Verschiebung der Kern-Plasma-Relation (zugunsten des Kerns)
- vermehrte Basophilie des Zytoplasmas

## Bedeutung
Das Erkennen von Zell- oder Gewebsatypien hat große Bedeutung für die Beurteilung der Dignität von Tumoren oder suspekten Geweben.